# Kopaniec (jezioro)
Kopaniec (Kraniec, Kopanica) – jezioro w województwie lubuskim, w powiecie sulęcińskim, w gminie Sulęcin.

## Opis
Powierzchnia jeziora to 14,7 ha. Jezioro znajduje się na terenie południowego obszaru wędrzyńskiego poligonu wojskowego i jest w dyspozycji MON.